# Stefano Pioli
Stefano Pioli (ur. 20 października 1965 w Parmie) – włoski piłkarz i trener piłkarski.

## Kariera piłkarska
Pioli jest wychowankiem Parma F.C. Dzięki dobrym występom w Serie C oraz młodzieżowych reprezentacjach Włoch, został dostrzeżony przez Juventus. W tym klubie nie był wprawdzie podstawowym piłkarzem, ale wywalczył z nim mistrzostwo Włoch i Puchar Europy. Stefano Pioli najwięcej czasu spędził w ACF Fiorentina, gdzie grał przez sześć lat. W 1993 roku spadł z klubem do Serie B, ale po roku wrócił do Serie A. Karierę kończył w Colorno. We włoskiej ekstraklasie rozegrał w sumie 204 mecze i zdobył jedną bramkę (29 października 1989 w wygranym 2:1 meczu z US Cremonese).

## Kariera trenerska
Stefano Pioli po zakończeniu kariery piłkarskiej został trenerem młodzieżowych zespołów Bologni. W 2001 roku doprowadził zespół do lat 17 do mistrzostwa Włoch. Następnie był trenerem młodzieżowego zespołu Chievo Werona, a potem rozpoczął pracę z seniorami Salernitana Calcio 1919. W 2006 roku jako trener Modena FC i w 2010 roku prowadząc US Sassuolo grał w barażach o awans do Serie A, ale w obu przypadkach jego zespół odpadał w półfinałach. W 2011 roku został trenerem US Città di Palermo, ale nie poprowadził drużyny w żadnym meczu ligowym, ponieważ został zwolniony po dwóch remisach w Lidze Europy z FC Thun (do dalszych rozgrywek awansowali Szwajcarzy dzięki większej liczbie goli strzelonych na wyjeździe).
W 2014 roku Pioli został trenerem S.S. Lazio. W Serie A zajął z tym zespołem trzecią pozycję, najwyższą od 2007 roku. Dotarł także do finału Pucharu Włoch. 3 kwietnia 2016 po porażce z AS Roma 1:4 został zwolniony.
8 października 2016 roku został trenerem Interu Mediolan. 10 maja 2017 roku został zwolniony z funkcji trenera Interu.
24 maja 2017 roku został trenerem Fiorentiny.
9 października 2019 roku został trenerem A.C. Milan i zastąpił na tym stanowisku Marco Giampaolo, zwolnionego po nieudanym początku sezonu. Wydawało się, że Pioli bedzie opcją tymczasową przy przebudowie zespołu Milanu, który od wielu lat nie mógł nawiązać do sukcesów z początku XXI wieku. Oprócz tego spora część kibiców rossonerich nie była zadowolona z wyboru trenera co wyrażano w mediach społecznościowych pod hashtagiem #PioliOut.
Po początkowych problemach (porażka 5:0 z Atalantą Bergamo) Pioli odmienia zespół Milanu, który w międzyczasie zasilił w styczniowym okienku transferowym Zlatan Ibrahimović. Ostatecznie Milan kończy sezon na szóstym miejsciu, z 66 punktami. Zespół pod wodzą Pioliego kontynuuje jednak swój rozwój, czego dowodem jest wicemistrzostwo Serie A w kolejnym sezonie 2020/2021. Dzięki temu Milan powraca do prestiżowych rozgrywek Ligi Mistrzów UEFA w następnej kampanii. 22 maja 2022 po zwycięstwie nad US Sassuolo Calcio 3:0 zdobył razem z Milanem Mistrzostwo Włoch.

## Sukcesy
Jako piłkarz Juventusu
- Mistrzostwo Włoch: 1985/1986
- Puchar Europy: 1984/1985
- Superpuchar Europy: 1984
- Puchar Interkontynentalny: 1985

Jako trener Milanu
- Wicemistrzostwo Włoch: 2020/2021
- Mistrzostwo Włoch: 2021/2022
- Wicemistrzostwo Włoch: 2023/2024